# Bar (Meistergesang)
Bar war die Bezeichnung der Meistersinger für das Meisterlied. Ein Meisterlied besteht aus mehreren, nach bestimmten Regeln gebauten Strophen. Es sind regelmäßig mindestens drei, und die Anzahl der Strophen insgesamt ist ungerade.

## Geschichte und Etymologie
Da die Meistersinger mit ihren Liedern in Vielem die Traditionen der Sangspruchdichter des 12. bis 14. Jahrhunderts und der meisterlichen Lieddichter des 14. und 15. Jahrhunderts fortführen, die Sangspruchdichter aber in der Regel einstrophige Texte („Spruch“, „Spruchstrophe“, „Sangspruchstrophe“) verfasst haben, wird eine eigene Bezeichnung für das mehrstrophige Lied in der Sangspruchtradition frühestens mit dem Aufkommen des mehrstrophigen meisterlichen Liedes im 14. Jahrhundert erforderlich; vermutlich besteht aber kein Zusammenhang mit dem sehr viel früher mehrstrophigen Minnesang.
Für eine Verstärkung „terminologischer“ Bemühungen in der Sangspruchtradition gerade des 14. Jahrhunderts lassen sich auch sonst viele Anhaltspunkte finden. Im Falle der Prägung des Barbegriffs für das mehrstrophige Lied griff man auf die ältere, mittelhochdeutsch bereits eingeführte Bezeichnung parat für eine „besonders kunstvolle Hervorbringung“ zurück. Dieser Bedeutungskern führte zu einer Übernahme des Wortes in die spätmittelalterliche Fechtersprache, wo es einen besonders trickreichen Schlag bezeichnet. Zumindest vermuten lässt sich daher, dass die Bezeichnung par in poetologisch-literarischer Verwendung im 14. Jahrhundert zunächst auch den agonalen Charakter des eigenen Auftretens mit mehrstrophigen Texten bewusst hielt. Das Deutsche Wörterbuch von Jakob und Wilhelm Grimm gibt die Alternativformen parthen und barthen an und verweist auf friesisch bere „Ruf, Geschrei, Getöse, Schall“ und baria „rufen“, verschiedene Musikinstrumente namens parda oder barto und weiter auf den barditus genannten Schlachtgesang der Germanen (Tac. Germ. 3), bestreitet aber ausdrücklich des letzteren Zusammenhang mit dem keltischen Bardengesang.
Die Belege für par in der Bedeutung „Meisterlied“ fließen im 14. Jahrhundert zunächst nur spärlich. Erst im 15. Jahrhundert begegnet das Wort par für das Meisterlied dann häufiger. Unter den seit dem ausgehenden 15. Jahrhundert in eigenen Gesellschaften organisierten Meistersingern ist es dann ganz regelmäßig die Bezeichnung für das mehrstrophige Meisterlied. Die einzelne Strophe wird demgegenüber als liet bezeichnet. Mit diesem besonderen Sprachgebrauch setzen sich die exklusiven Zirkel der städtischen Meistersinger jedoch nicht durch. Im Zuge von Bestrebungen, die eigene poetologische Terminologie an den außerhalb der Meistersinger-Gesellschaften allgemein üblichen Sprachgebrauch anzupassen, ersetzt seit dem ausgehenden 16. Jahrhundert Lied bzw. Meisterlied das alte par (und gesätz – bzw. seit Martin Opitz Strophe – ersetzt das ältere liet).

## Nachwirkung
Die Verwendung des Wortes Bar in seiner maskulinen Form (der Bar) zur Bezeichnung einer besonderen Strophenform beruht auf einer irrigen Auslegung von Johann Christoph Wagenseils Buch Von der Meister-Singer holdseligen Kunst (1697), in deren Folge Richard Wagner in seiner Oper Die Meistersinger von Nürnberg (1868) den Meistersinger Hans Sachs die Kanzonenstrophe so benennen ließ. So erläutert der Schustergeselle David dem Ritter Stolzing im I. Aufzug:
Ein »Bar« hat manch’ Gesätz und Gebänd’:

wer da gleich die rechte Regel fänd’,

die richt’ge Naht,

und den rechten Draht,

mit gut gefügten »Stollen«,

den Bar recht zu versohlen.

Und dann erst kommt der »Abgesang«;

daß der nicht kurz, und nicht zu lang,

und auch keinen Reim enthält,

der schon im Stollen gestellt. –
Die entsprechende Stelle aus der Meistersinger-Tabulatur – die Wagner vermutlich dem Werk Wagenseils entnahm – findet sich in den Entwürfen zur Oper:

„Ein jedes Meister-gesangs Bar hat sein ordentlich Gemas in Reimen und Sylben, durch des Meister's Mund ordinirt und bewehrt, dieß sollen alle Singer, Tichter und Merker auf den Fingern ausmessen und zu zehlen wissen. – Ein Bar hat mehrentheils unterschiedliche Gesätz oder Stuck, als viel deren der Tichter tichten mag. Ein Gesätz besteht meistentheils aus zweien Stollen, die gleiche Melodey haben. Ein Stoll besteht aus etlichen Versen, und pflegt dessen Ende, wann ein Meisterlied geschrieben wird, mit einem Kreutzlein bemerkt zu werden. Darauf folgt das Abgesang, so auch etliche Verse begreift, welches aber eine besondere und andere Melodey hat, als die Stollen. Zuletzt kommt wieder ein Stoll oder Theil eines Gesätzes, so der vorhergehenden Stollen Melodey hat.“

An Wagners Operntext (und vielleicht an das durch Wagenseil ausgelöste Missverständnis) anknüpfend, spricht die Neugermanistik noch bis heute hier und da von einer Barform. Da damit schlicht die Kanzonenstrophe gemeint ist, sollte man diese auch so nennen und die Begrifflichkeiten Bar (m.) oder Barform vermeiden.